# Episodi di Snowpiercer (prima stagione)
La prima stagione della serie televisiva Snowpiercer, composta da 10 episodi, è andata in onda negli Stati Uniti sul canale TNT, dal 17 maggio al 12 luglio 2020.
In Italia la stagione è stata pubblicata su Netflix, dal 25 maggio al 13 luglio 2020.
| nº | Titolo originale            | Titolo italiano                            | Prima TV USA   | Pubblicazione Italia |
| -- | --------------------------- | ------------------------------------------ | -------------- | -------------------- |
| 1  | First, the Weather Changed  | Prima, è cambiato il clima                 | 17 maggio 2020 | 25 maggio 2020       |
| 2  | Prepare to brace            | Ci teniamo ben saldi                       | 24 maggio 2020 | 25 maggio 2020       |
| 3  | Access Is Power             | L'accesso è potere                         | 31 maggio 2020 | 1º giugno 2020       |
| 4  | Without Their Maker         | Senza i loro creatori                      | 7 giugno 2020  | 8 giugno 2020        |
| 5  | Justice Never Boarded       | La giustizia non è mai salita a bordo      | 14 giugno 2020 | 15 giugno 2020       |
| 6  | Trouble Comes Sideways      | I guai arrivano da dove meno te li aspetti | 21 giugno 2020 | 22 giugno 2020       |
| 7  | The Universe Is Indifferent | L'universo è indifferente                  | 28 giugno 2020 | 29 giugno 2020       |
| 8  | These Are His Revolutions   | Queste sono le sue rivoluzioni             | 5 luglio 2020  | 6 luglio 2020        |
| 9  | The Train Demanded Blood    | Il treno ha voluto sangue                  | 12 luglio 2020 | 13 luglio 2020       |
| 10 | 994 Cars Long               | Lunghe 994 carrozze                        | 12 luglio 2020 | 13 luglio 2020       |

## Prima, è cambiato il clima
- Titolo originale: First, the Weather Changed
- Diretto da: James Hawes
- Scritto da: Graeme Manson e Josh Friedman

### Trama
Sette anni dopo la glaciazione totale della Terra, i passeggeri di coda del treno Snowpiercer pianificano una rivolta. Gli ultimi vagoni, soprannominati "Il Fondo", corrispondono alla classe sociale più bassa presente sul treno e soffrono di mancanza di cibo. Andre Layton viene chiamato dalla "voce del treno", Melanie Cavill, per risolvere un omicidio avvenuto nei vagoni di testa, essendo lui l'unico detective della Squadra Omicidi presente all'interno dello Snowpiercer. Dopo un giro di alcune centinaia di vagoni, Layton cerca di trattare condizioni migliori per Il Fondo prima di accettare il caso. Per convincerlo, Cavill lo porta ad incontrare la sua ex-moglie, Zarah, scappata dal Fondo 5 anni prima.
Nel giorno del suo compleanno, il Vecchio Ivan si impicca: ciò dà origine alla rivolta del Fondo, che riesce a risalire di un vagone. La rivolta è fermata da Layton, che accetta il caso mentre spiega ai ribelli di volersi infiltrare per avere una posizione migliore nella rivolta. Alla fine del giorno, Cavill prende il controllo del treno nel primo vagone, e si rivela essere Mr. Wilford, il creatore dello Snowpiercer.
- Ascolti USA: telespettatori 1,94 milioni[3]

## Ci teniamo ben saldi
- Titolo originale: Pepare to Brace
- Diretto da: Sam Miller
- Scritto da: Donald Joh

### Trama
I leader della rivolta sono ibernati nel vagone dei Cassetti mentre una madre perde il braccio come punizione per la rivolta; Nikki, presunta colpevole dell'omicidio, viene svegliata dai Cassetti ma ha dei problemi inspiegabili nel riprendere coscienza. Aiutato da Till, l'agente che lo tiene sotto controllo, Layton continua ad investigare riguardo all'omicidio. Chiede informazioni all'uomo che ha scoperto il cadavere, e scopre che i macellai del treno hanno tagliato gli arti al morto per poi venderli spacciandoli per carne animale. Contemporaneamente, lo Snowpiercer va incontro ad una valanga: il treno riesce a passare, ma l'enorme massa di neve rompe i finestrini del vagone dell'allevamento delle vacche, uccidendo i macellai. La riparazione del vagone è possibile grazie ad un rallentamento della velocità del treno del 12%, che però causa il razionamento di cibo, acqua ed elettricità.
Nonostante Till voglia incolpare i macellai morti, Layton sostiene che il cannibalismo e l'omicidio siano due crimini separati, e continua ad investigare alla ricerca della verità. Layton scopre che l'uomo morto era un informatore di Mr. Wilford e che lo staff del treno non è preoccupato per la sua morte, bensì per segreti che potrebbe avere rivelato sotto tortura.
- Ascolti USA: telespettatori 1,16 milioni[4]

## L'accesso è potere
- Titolo originale: Access Is Power
- Diretto da: Sam Miller
- Scritto da: Lizzie Mickery

### Trama
Con l'aumentare del malcontento, Melanie organizza una fight night per scaricare la tensione, promettendo di promuovere in seconda classe il vincitore; la lotta si trasforma in una rivolta, e viene interrotta. Layton scopre che la vittima dell'omicidio, Sean, stava indagando sul mercato nero che c'è dietro al traffico di Kronole, droga presente nella coda del treno da tempo. Si viene a sapere che il Kronole è una variazione del farmaco usato per ibernare le persone nei Cassetti: è il medico che se ne occupa a vendere il medicinale sul mercato nero. Con l'aiuto di Zarah, Layton organizza un incontro con il capo dei pulitori e gestore del traffico di Kronole, Terrence: in cambio della fede nuziale del detective, l'uomo gli fornisce la descrizione del ragazzo che stava con Sean la sera della sua morte. In cambio di questa informazione, Layton ottiene il permesso di fare una visita a Josie, sua compagna nel Fondo: tramite un bacio, le passa un chip che le fornisce l'accesso ad altri vagoni dello Snowpiercer. Nikki, ancora catatonica, incontra l'uomo che corrisponde alla descrizione fornita da Terrence; lui si rende conto che lei non riesce a ricordarlo, ma crede che sappia comunque la sua identità.
- Ascolti USA: telespettatori 1,22 milioni[5]

## Senza i loro creatori
- Titolo originale: Without Their Maker
- Diretto da: Frederick E.O. Toye
- Scritto da: Hiram Martinez

### Trama
Nikki viene uccisa dall'assassino del treno; i confini tra le classi sono stati chiusi, quindi il ragazzo è bloccato in Terza Classe. Layton indaga e identifica il probabile assassino in Erik, guardia del corpo della famiglia di Prima Classe Folger. Sebbene il detective creda che la Prima Classe sia omertosa per proteggere i suoi passeggeri, Melanie, la quale si rivela di umili origini, lo esorta a continuare l'indagine spianandogli la strada. Layton scopre che la mente dietro gli omicidi è la giovane LJ Folger, che viene arrestata e messa in isolamento nonostante abbia offerto al detective del Fondo un aiuto alla rivoluzione in cambio del suo silenzio; nel frattempo, dopo un inseguimento, Erik viene ucciso dai frenatori.
Josie usa il chip fornitole da Layton per mettersi in contatto con Astrid, lavoratrice di terza classe, chiedendole aiuto per la rivoluzione. Dopo il successo dell'indagine, Melanie si confronta con Layton, il quale ha compreso il segreto della donna: Mr. Wilford non esiste ed è lei che comanda fingendo di eseguire i suoi ordini; per evitare che Layton possa rivelare ciò, la donna lo droga con un drink e lo mette in ibernazione nei Cassetti assicurandosi che non subisca nessun danno. Astrid avvisa Josie che Layton è scomparso.
- Ascolti USA: telespettatori 1,19 milioni[6]

## La giustizia non è mai salita a bordo
- Titolo originale: Justice Never Boarded
- Diretto da: Frederick E.O. Toye
- Scritto da: Chinaka Hodge

### Trama
Till e Jinju si sposano, e ciò permette al Frenatore di passare in Seconda Classe. All'interno dei Cassetti, Layton ha degli incubi riguardanti il giorno in cui ha sconfitto i cannibali del Fondo. Mentre lo Snowpiercer attraversa la foresta amazzonica, inizia il processo per LJ Folger. Audrey, della Carrozza Notturna, riesce a convincere Melanie ad inserire in giuria un rappresentante per ciascuna classe, e non esclusivamente quelli di Prima e Seconda. La famiglia Folger pianifica un ammutinamento contro Mr. Wilford, ma una talpa di Melanie la avverte. Inizia il processo, e dopo le dichiarazioni dei testimoni c'è quella di LJ, che si dipinge come una vittima di Erik e aggiunge di sapere dei segreti rivelati da Sean Wise (una delle vittime) riguardanti i Cassetti. Sebbene la giuria giudichi all'unanimità l'imputata colpevole, Melanie agisce come Mr. WIlford e modifica la condanna, rendendo LJ Folger innocente: quest'ultima promette di non rivelare i segreti sui Cassetti.
Contemporaneamente, Josie chiede aiuto a Terrence per entrare nella stanza dei Cassetti in modo da trovare Layton; i tre riescono ad entrare rubando le chiavi al dottore ma Terrence e la sua lavoratrice se ne vanno immediatamente dopo aver rubato dei medicinali, lasciando Josie da sola. Quest'ultima inizia ad aprire i Cassetti, e resta sconvolta dalle persone che vi vede dentro. Finalmente trova Layton, ma Till e Oz entrano nella stanza: aiutata da Till, che stordisce Oz, Josie porta il detective da Zarah, l'ex-moglie di Layton. Quando Till torna nei Cassetti, per aiutare Oz, il ragazzo non è più lì.
- Ascolti USA: telespettatori 1,18 milioni[7]

## I guai arrivano da dove meno te li aspetti
- Titolo originale: Trouble Comes Sideways
- Diretto da: Helen Shaver
- Scritto da: Aubrey Nealon e Tina de la Torre

### Trama
Josie porta un Layton ancora in stato di confusione dalla dottoressa Pelton, la quale rivela ai due che i Cassetti sono stati costruiti a scopo detentivo, e che le persone su una lista nera è probabile ci finiscano; nella lista ci sono anche i nomi della dottoressa, di Josie e di Layton. Un corto circuito danneggia i sistemi idraulici di un vagone del treno, facendo nascere la possibilità di un deragliamento attraversando un canyon. Melanie riesce a gestire il pericolo, facendo tornare lo Snowpiercer alla normalità. Prima di ciò, Layton va da lei con l'intento di scoprire la verità riguardo ai Cassetti e alla lista di persone, ma la donna gli rivela che essi sono in realtà una sorta di scialuppa di salvataggio per la razza umana nel caso di problema meccanico, fine delle risorse o rivolta sociale all'interno del treno: in pratica, l'unico modo per gli umani di sopravvivere; quindi, il detective è costretto a lasciar andare Melanie per farle risolvere il problema idraulico. Layton e Josie, anch'essa al corrente del segreto di Melanie sull'identità di Wilford, in una camera di 2ª classe si lasciano andare intimamente.
Oz ricatta Till per ottenere la possibilità di maltrattare i passeggeri, ma la loro esperienza pre-morte (a causa del problema idraulico) li lega, facendo cadere i patti precedenti. Nel Fondo, dopo la morte di Suzanne, una ragazza installa un proiettore per vedere il mondo esterno. Melanie è interessata a far diventare Miles un macchinista ma afferma che Mr. Wilford prima ha bisogno di un favore da parte sua.
- Ascolti USA: telespettatori 0,96 milioni[8]

## L'universo è indifferente
- Titolo originale: The Universe Is Indifferent
- Diretto da: Helen Shaver
- Scritto da: Donald Joh

### Trama
Melanie promuove il giovane Miles a macchinista, al fine di sostituire l'uomo morto durante il deragliamento del canyon; quando Josie lo contatta, lui promette di fare la sua parte nella ribellione imminente. La famiglia Folger e il comandante Grey arruolano Ruth nella loro ribellione contro Melanie; nonostante Ruth cerchi di avvertire quest'ultima, lei la respinge, facendole cambiare idea e accettando la proposta dei Folger. Melanie compie delle indagini per trovare il fuggitivo Layton: minaccia Zarah e il suo bambino in grembo, riuscendo a trovare la posizione di Josie. Durante l'interrogatorio, Melanie la tortura brutalmente, rompendole il dito; Josie inizia così un combattimento corpo a corpo, che finisce con lei chiusa nel vagone e congelata. Prima del combattimento, però, riesce a contattare Till, la quale va a dare a Layton la notizia della morte di Josie.
Nella carrozza Notturna della Terza Classe, Layton cerca aiuto da Audrey, riuscendo a fare una riunione con gli uomini da lei fidati. Rivela così la vera identità di Melanie, nonostante Terrence si rifiuti di prendere parte nella rivoluzione. Ricevuta la notizia della morte di Josie, Layton chiede aiuto a LJ, la figlia dei Folger.
- Ascolti USA: telespettatori 1,20 milioni[9]

## Queste sono le sue rivoluzioni
- Titolo originale: These Are His Revolutions
- Diretto da: Everardo Gout
- Scritto da: Hiram Martinez e Tina de la Torre

### Trama
Miles fa entrare LJ nel primo vagone, mostrandole la verità riguardo a Melanie e a Mr. Wilford; poco dopo lei informa i suoi genitori, che insieme a Ruth riescono ad imprigionare Melanie e organizzano la sua esecuzione. Miles e Bennet isolano il primo vagone, e Melanie ammette la verità a Ruth, dicendo di aver abbandonato il vero Mr. Wilford poco prima della partenza del treno, credendo che per via della sua natura egoista la razza umana non sarebbe sopravvissuta con lui al comando dello Snowpiercer.
La rivoluzione, capitanata da Layton, ha inizio: Till e Henry Klimpt si uniscono, mentre Roche e i Frenatori, scossi dalla verità, si mettono da parte per far passare i ribelli. Nella carrozza Notturna avviene una battaglia tra i rivoltosi e la sicurezza, con numerose perdite da entrambe le parti, finita con una situazione di stallo. Ai Cassetti Klimpt cerca di risvegliare i cittadini del Fondo, ma scopre che Pike è scomparso: è stato risvegliato poco prima dai Folger, e decide di stare dalla loro parte. Rivela che a causa della natura da «poliziotto buono» di Layton, la rivoluzione si sgretolerà.
- Ascolti USA: telespettatori 1,14 milioni[10]

## Il treno ha voluto sangue
- Titolo originale: The Train Demanded Blood
- Diretto da: James Hawes
- Scritto da: Aubrey Nealon

### Trama
Melanie si ritrova in un vagone pieno di disertori nei confronti del treno che ad uno ad uno vengono chiamati per essere giustiziati, tramite congelamento dei polmoni, con l'ausilio di un respiratore. Intanto Layton, Bess e Audrey cercano di aiutare i feriti della battaglia e progettano la prossima mossa; li raggiunge Pike che, a nome della prima classe, propone a Layton o di arrendersi e venire giustiziato ma salvando le vite di tutti o il massacro generale tramite gas di tutti i passeggeri ribelli. Layton accetta, ma solo dopo aver saputo da Zarah che sarebbe diventato padre. 
Melanie riesce a fuggire grazie all'aiuto di Javi e raggiunge Layton proponendogli di staccare le sette carrozze centrali dove si trovano tutti i mastini, in modo da far perdere l'appoggio militare alla prima classe. Coordinandosi con il macchinista, i due riescono nell'intento; tuttavia, con grande rammarico di Layton, nei sette vagoni ci sono anche dei ribelli imprigionati.
- Ascolti USA: telespettatori 1,27 milioni[11]

## Lunghe 994 carrozze
- Titolo originale: 994 Cars Long
- Diretto da: James Hawes
- Scritto da: Graeme Manson

### Trama
Con il successo della rivoluzione, Melanie passa il controllo del treno a Layton, che prevede di istituire un governo democratico. I passeggeri del Fondo si scatenano approfittando della loro libertà: Pike prende il controllo del vagone dei Folger, cacciando LJ che più avanti si lega al Frenatore Oz. Lo Snowpiercer si avvicina a Chicago, città della prima partenza, e individua un segnale radio anomalo, che suggerisce la possibilità che ci siano dei sopravvissuti. Si scopre che il segnale proviene da Big Alice, il treno merci di rifornimento che era un prototipo dello Snowpiercer. La Big Alice si attacca al treno, prendendone il controllo: Bennett ha volutamente diminuito la velocità, con lo scopo di ottenere le risorse presenti sull'altro treno. Melanie esce dal treno per provare a tagliare il collegamento, ma casca giù quando la locomotiva si ferma completamente nel mezzo di Chicago. Creato un collegamento tra i due treni, una giovane donna chiede la resa dello Snowpiercer per conto di Mr. Wilford: in seguito la ragazza si identifica come Alexandra Cavill, figlia di Melanie.
- Ascolti USA: telespettatori 1,18 milioni[11]